# Les Vendanges de feu
Pour plus de détails, voir Fiche technique et Distribution.
Les Vendanges de feu ou La Vallée des nuages au Québec (titre original : A Walk in the Clouds) est un film américano-mexicain d'Alfonso Arau, sorti en 1995.

## Synopsis
Au lendemain de la Seconde Guerre mondiale, Paul Sutton, jeune soldat démobilisé devenu représentant en chocolat, fait la connaissance de Victoria, jeune femme enceinte délaissée par le père de l’enfant. Elle s'apprête à retrouver sa famille, des viticulteurs Mexicano-Américains installés en Californie, dominés par un père hostile, ne connaissant rien de la nouvelle situation de la jeune femme. Paul, pourtant fiancé à une autre, accepte de se faire passer pour le mari de Victoria. Bien accueilli par les membres de la famille, sauf le père, il décide de rester jusqu'aux vendanges. Avec le temps se révélera son désir pour Victoria…

## Fiche technique
- Titre original : A Walk in the Clouds
- Titre francophone : Les Vendanges de feu
- Pays d'origine : États-Unis / Mexique
- Langue : Anglais / Espagnol
- Réalisateur : Alfonso Arau
- Scénario : Robert Mark Kamen, Marl Miller (en), Harvey Weitzman
- Date de sortie : 11 août 1995 (USA) / 20 décembre 1995 (France)
- Musique : Maurice Jarre (chansons Mexican Serenade et Crush the Grapes Leo Brouwer/Alfonso Arau)
- Distribution : 20th Century Fox
- Genre : Drame/Romance
- Durée : 1h42

## Distribution
- Keanu Reeves (VF : Thierry Ragueneau) : Paul Sutton
- Aitana Sánchez-Gijón (VF : Déborah Perret) : Victoria Aragón
- Anthony Quinn (VF : Jean Michaud) : Don Pedro Aragón
- Giancarlo Giannini (VF : Gérard Rinaldi) : Alberto Aragón
- Angélica Aragón : María José Aragón
- Evengelina Elizondo : Guadalupe Aragón
- Freddy Rodríguez : Pedro Aragón, Jr.
- Debra Messing : Betty Sutton
- Febronio Covarrubias : Jose Manuel
- Roberto Huerta : Jose Luis
- Juan Jiménez : Jose Marie
- Don Amendolia : Père Coturri
- Macon McCalman : le chauffeur

## À noter
- Ce film est le second remake du film italien Quatre Pas dans les nuages (Quattro passi tra le nuvole) d'Alessandro Blasetti, après Sous le ciel de Provence.